# Solanum hintonii
Solanum hintonii är en potatisväxtart som beskrevs av Donovan Stewart Correll. Solanum hintonii ingår i släktet skattor som ingår i familjen potatisväxter. Inga underarter finns listade i Catalogue of Life.